# Volker Braun
Volker Braun född 7 maj, 1939 i Dresden, är en tysk författare och dramatiker som bor i Berlin. Hans verk inkluderar Provokation für mich en diktsamling skriven mellan åren 1959 och 1964 och publicerad 1965, skådespelet, Die Kipper, (1972; skrivet 1962-1965) och Das ungezwungne Leben Kasts, (1972).

## Biografi
Volker Braun arbetade som tryckeriarbetare, maskinist, jordbruks- och betongarbetare innan han 1960 påbörjade sina filosofistudier i Leipzig. Han är medlem av SED sedan 1960.
Hans verk består av dikter, teaterstycken och romaner.
I sina första verk kritiserar Braun den byråkratiska stelheten och trångsyntheten men han vidhåller trots allt tron på socialismen. Mellan åren 1965 och 1967 arbetade Braun som dramaturg vid Berliner Ensemble efter en inbjudan från Helene Weigel. Efter händelserna under Pragvåren kritiserade han det socialistiska livet och möjligheterna till reformer. Efter det, kom han att bli övervakad av Stasi. 1976 arbetade Braun vid Deutschen Theater Berlin. Från 1979 var han återigen aktiv i Berliner Ensemble. Han lämnade Östtysklands författarförening 1982.
Under Berlinmurens fall, tillhörde Braun de som förespråkade en oberoende tredje väg för Östtyskland. 
År 1996 valdes han in som medlem av Deutsche Akademie für Sprache und Dichtung, Sächsischen Akademie der Künste. Från 1999 till år 2000 var han professor vid Kassels universitet.